# Futurism
「Futurism」（フューチャリズム）は、高垣彩陽の楽曲。mavieが作詞、藤田淳平が作曲を手掛けた。高垣の11枚目のシングルとして2017年8月2日にMusicRay'nから発売された。

## 音楽性
表題曲「Futurism」は、テレビアニメ『戦姫絶唱シンフォギアAXZ』のエンディングテーマ。
高垣はこれまで『戦姫絶唱シンフォギア』シリーズの3期すべてでエンディングテーマを担当してきたが、シリーズ第4期となるAXZの楽曲制作にあたって初めて楽曲会議に高垣が参加し、「これまで3作歌ってきてチャレンジしてみたいことはありますか？」との質問に対し、「ダンサブルで疾走感のある格好いい感じがシンフォギアらしさだと思いますが、そこに歌い上げる部分も入れるのはどうでしょうか？」と回答した。この結果、歌で始まりシンフォニックなサウンドが鳴り、たくさんのリズムで疾走感のあるビートを刻む楽曲に仕上がっている。
タイトルの「Futurism」は、シリーズ第1期より作詞を担当するmavieによる命名。AXZのテーマの一つである「正義の選択」に合わせて命名された。

## シングルリリース
2017年8月2日にMusicRay'nから発売された。前作「Live&Try」から、約7か月ぶりとなる2017年2枚目のシングル。
販売形態は「初回生産限定盤」（SMCL-495/6）、「通常版」（SMCL-497）、「期間生産限定盤」（通称「アニメ版」・SMCL-498）の3種リリースで、初回生産限定盤には本作のPVとTVスポットを収録したDVDが同梱されている。期間生産限定盤のジャケットは、高垣演じるメインキャラクターの雪音クリスが、幼少期の自分自身を抱きしめているイラストとなっている。
2曲目「世界と私はつながっているのだから」は、KOKIAによる楽曲。KOKIAによる楽曲提供はソロデビュー前の2009年に『機動戦士ガンダム00』の企画として「高垣彩陽 come across フェルト・グレイス」名義で楽曲を制作した時以来である。
3曲目「Happiness」は、ミュージカル『きみはいい人、チャーリー・ブラウン』の楽曲。高垣自身も2017年にシアタークリエなどで行われた同公演にルーシー役で出演している

## 収録曲

### 初回生産限定盤・通常盤
| #         | タイトル                             | 作詞               | 作曲               | 編曲       | 時間  |
| --------- | ------------------------------------ | ------------------ | ------------------ | ---------- | ----- |
| 1.        | 「Futurism」                         | mavie              | 藤田淳平           | 藤田淳平   | 4:45  |
| 2.        | 「世界と私はつながっているのだから」 | KOKIA              | KOKIA              | KOKIA      | 3:45  |
| 3.        | 「Happiness」                        | クラーク・ゲスナー | クラーク・ゲスナー | 奈良部匠平 | 4:02  |
| 合計時間: | 合計時間:                            | 合計時間:          | 合計時間:          | 合計時間:  | 12:33 |

| #  | タイトル                          | 作詞 | 作曲・編曲 |
| -- | --------------------------------- | ---- | ---------- |
| 1. | 「Futurism」(Music Clip)          |      |            |
| 2. | 「Futurism」(TV Spot 15sec+30sec) |      |            |

### 期間生産限定盤
| #         | タイトル                                   | 作詞               | 作曲               | 編曲       | 時間  |
| --------- | ------------------------------------------ | ------------------ | ------------------ | ---------- | ----- |
| 1.        | 「Futurism」                               | mavie              | 藤田淳平           | 藤田淳平   | 4:45  |
| 2.        | 「世界と私はつながっているのだから」       | KOKIA              | KOKIA              | KOKIA      | 3:45  |
| 3.        | 「Happiness」                              | クラーク・ゲスナー | クラーク・ゲスナー | 奈良部匠平 | 4:03  |
| 4.        | 「Futurism（TVサイズロングイントロver.）」 | mavie              | 藤田淳平           |            | 2:36  |
| 合計時間: | 合計時間:                                  | 合計時間:          | 合計時間:          | 合計時間:  | 15:11 |